# Destolmia cinerea
Destolmia cinerea är en fjärilsart som beskrevs av Lucas 1891. Destolmia cinerea ingår i släktet Destolmia och familjen tandspinnare. Inga underarter finns listade i Catalogue of Life.